# Liste der Beiträge für den besten fremdsprachigen Film für die Oscarverleihung 2018

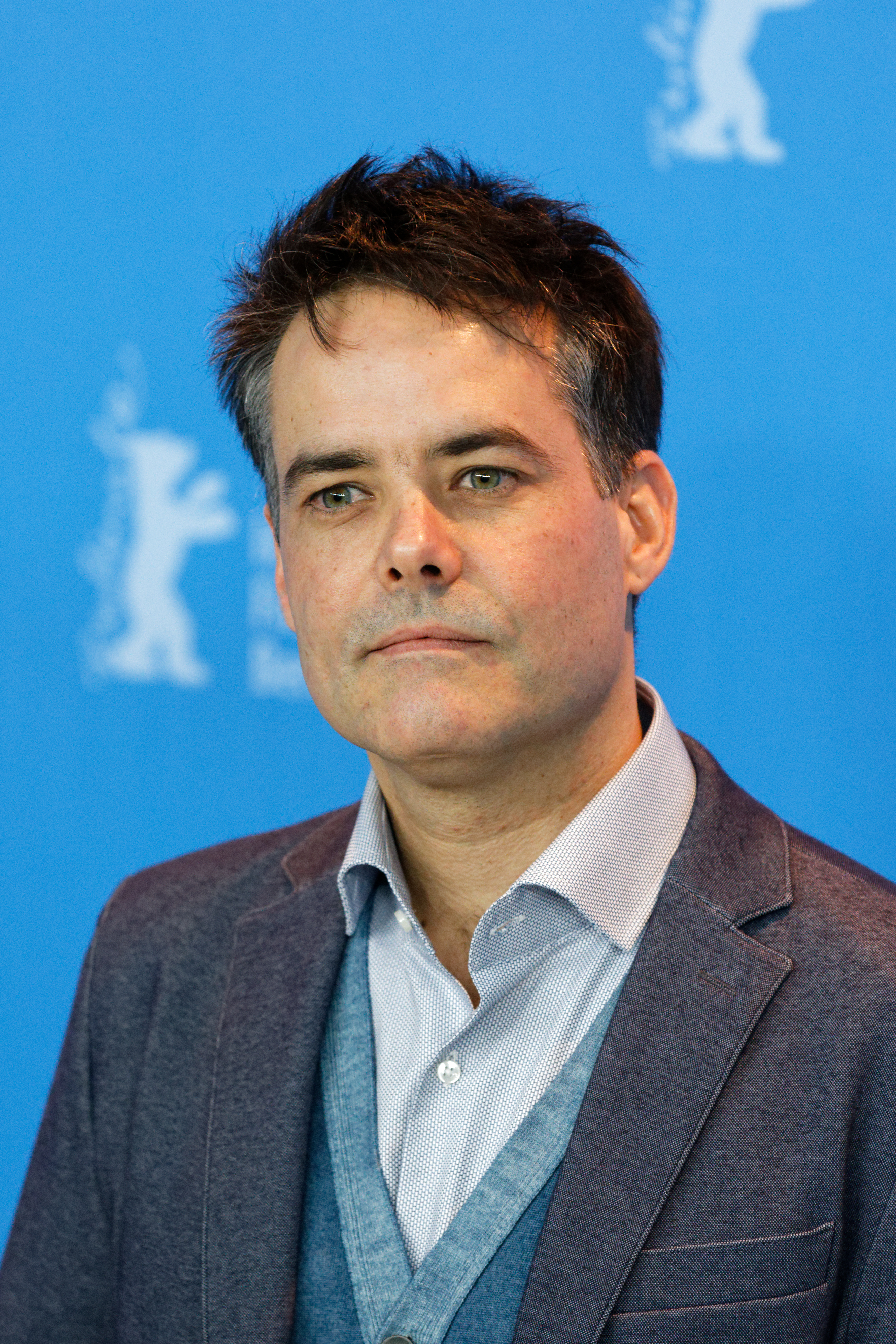
Sebastián Lelio, Regisseur des preisgekrönten Films Eine fantastische Frau

Die Liste der Beiträge für den besten fremdsprachigen Film für die Oscarverleihung 2018 führt alle für die Oscarverleihung 2018 bei der Academy of Motion Picture Arts and Sciences (AMPAS) für die Kategorie des besten fremdsprachigen Film eingereichten Filme. Insgesamt wurden 92 Filme eingereicht und damit ein neuer Teilnehmerrekord erreicht, nachdem zuvor 2016 ein Teilnehmerrekord mit 85 Einsendungen erreicht wurde. Die sechs Länder Haiti, Honduras, Laos, Mosambik, Senegal und Syrien reichten erstmals einen Film ein.
Die Vorauswahl (Shortlist) von neun Filmen wurde im Dezember 2017 bekanntgegeben, die fünf Nominierungen folgten am 23. Januar 2018. Nominiert wurden Chiles Eine fantastische Frau von Sebastián Lelio, Libanons The Insult von Ziad Doueiri, Russlands Loveless von Andrei Swjaginzew, Schwedens The Square von Ruben Östlund und Ungarns Körper und Seele von Ildikó Enyedi. Von der Vorauswahl unberücksichtigt blieben Deutschlands Aus dem Nichts von Fatih Akin, Israels Foxtrot – Der Tanz des Schicksals von Samuel Maoz, Senegals Félicité von Alain Gomis sowie Südafrikas Die Wunde von John Trengove.
Die Verleihung fand am 4. März 2018 statt, bei der sich Chile mit Sebastián Lelios Eine fantastische Frau durchsetzen konnte. Für das Land ist es der erste Sieg in dieser Kategorie.

## Beiträge
Vorauswahl,  Nominiert,  Ausgezeichnet
| Land                    | Deutscher bzw. Internationaler Titel | Originaltitel                                         | Sprache(n)                                     | Regisseur(e)                         | Ergebnis        |
| ----------------------- | ------------------------------------ | ----------------------------------------------------- | ---------------------------------------------- | ------------------------------------ | --------------- |
| Afghanistan             | A Letter to the President            | نامه‌ای به رییس‌جمهور (Namai ba rahis gomhor)           | Dari                                           | Roya Sadat                           | Nicht nominiert |
| Ägypten                 | Scheich Jackson                      | شيخ جاكسون                                            | Arabisch                                       | Amr Salama                           | Nicht nominiert |
| Albanien                | Daybreak                             | Dita zë fill                                          | Albanisch                                      | Gentian Koçi                         | Nicht nominiert |
| Algerien                | Der Krieg meiner Tochter             | La Route d’Istanbul                                   | Französisch                                    | Rachid Bouchareb                     | Nicht nominiert |
| Argentinien             | Zama                                 | Zama                                                  | Spanisch                                       | Lucrecia Martel                      | Nicht nominiert |
| Armenien                | Yeva                                 | Եվա (Eva)                                             | Armenisch                                      | Anahit Abad                          | Nicht nominiert |
| Aserbaidschan           | Pomegranate Orchard                  | Nar bağı                                              | Aserbaidschanisch                              | Ilgar Najaf                          | Nicht nominiert |
| Australien              | The Space Between                    | The Space Between                                     | Italienisch, Englisch                          | Ruth Borgobello                      | Nicht nominiert |
| Bangladesch             | The Cage                             | খাঁচা (Khacha)                                           | Bengalisch                                     | Akram Khan                           | Nicht nominiert |
| Belgien                 | Racer and the Jailbird               | Le Fidèle                                             | Französisch                                    | Michaël R. Roskam                    | Nicht nominiert |
| Bolivien                | Dark Skull                           | Viejo calavera                                        | Spanisch                                       | Kiro Russo                           | Nicht nominiert |
| Bosnien und Herzegowina | Men Don’t Cry                        | Muškarci ne plaču                                     | Bosnisch                                       | Alen Drljević                        | Nicht nominiert |
| Brasilien               | Bingo: The King of the Mornings      | Bingo: O Rei das Manhãs                               | Portugiesisch                                  | Daniel Rezende                       | Nicht nominiert |
| Bulgarien               | Glory                                | Слава (Slava)                                         | Bulgarisch                                     | Kristina Grosewa, Petar Waltschanow  | Nicht nominiert |
| Chile                   | Eine fantastische Frau               | Una mujer fantástica                                  | Spanisch                                       | Sebastián Lelio                      | Ausgezeichnet   |
| China                   | Wolf Warrior 2                       | 战狼 2 (Zhan Lang 2)                                  | Mandarin, Englisch                             | Wu Jing                              | Nicht nominiert |
| Costa Rica              | The Sound of Things                  | El Sonido de las Cosas                                | Spanisch                                       | Ariel Escalante                      | Nicht nominiert |
| Dänemark                | You Disappear                        | Du forsvinder                                         | Dänisch                                        | Peter Schønau Fog                    | Nicht nominiert |
| Deutschland             | Aus dem Nichts                       | Aus dem Nichts                                        | Deutsch                                        | Fatih Akin                           | Vorauswahl      |
| Dominikanische Republik | Carpinteros                          | Carpinteros                                           | Spanisch                                       | José María Cabral                    | Nicht nominiert |
| Ecuador                 | Alba                                 | Alba                                                  | Spanisch                                       | Ana Cristina Barragán                | Nicht nominiert |
| Estland                 | November                             | November                                              | Estnisch                                       | Rainer Sarnet                        | Nicht nominiert |
| Finnland                | Tom of Finland                       | Tom of Finland                                        | Finnisch, Englisch                             | Dome Karukoski                       | Nicht nominiert |
| Frankreich              | 120 BPM                              | 120 battements par minute                             | Französisch                                    | Robin Campillo                       | Nicht nominiert |
| Georgien                | Scary Mother                         | საშიში დედა (Sashishi Deda)                           | Georgisch                                      | Ana Uruschadse                       | Nicht nominiert |
| Griechenland            | Amerika Square                       | Πλατεία Αμερικής (Plateia Amerikis)                   | Griechisch                                     | Yannis Sakardis                      | Nicht nominiert |
| Haiti                   | Ayiti Mon Amour                      | Ayiti mon amour                                       | Kreolsprache, Französisch, Englisch, Japanisch | Guetty Felin                         | Nicht nominiert |
| Honduras                | Morazán                              | Morazán                                               | Spanisch                                       | Hispano Durón                        | Nicht nominiert |
| Hongkong                | Mad World                            | 一念無明 (Yat nim mou ming)                           | Kantonesisch                                   | Wong Chun                            | Nicht nominiert |
| Indien                  | Newton                               | Newton                                                | Hindi                                          | Amit V. Masurkar                     | Nicht nominiert |
| Indonesien              | Turah                                | Turah                                                 | Javanisch (Tegalesisch)                        | Wicaksono Wisnu Legowo               | Nicht nominiert |
| Irak                    | Reşeba – The Dark Wind               | العاصفة السوداء (Reṣeba)                              | Arabisch, Kurdisch                             | Hussein Hassan Ali                   | Nicht nominiert |
| Iran                    | Breath                               | نفس (Nafas)                                           | Persisch                                       | Narges Abyar                         | Nicht nominiert |
| Irland                  | Song of Granite                      | Song of Granite                                       | Irisch, Englisch                               | Pat Collins                          | Nicht nominiert |
| Island                  | Under the Tree                       | Undir trénu                                           | Isländisch                                     | Hafsteinn Gunnar Sigurðsson          | Nicht nominiert |
| Israel                  | Foxtrot – Der Tanz des Schicksals    | פוֹקְסטְרוֹט                                              | Hebräisch                                      | Samuel Maoz                          | Vorauswahl      |
| Italien                 | A Ciambra                            | A Ciambra                                             | Italienisch                                    | Jonas Carpignano                     | Nicht nominiert |
| Japan                   | Her Love Boils Bathwater             | 湯を沸かすほどの熱い愛 (Yu wo wakasuhodo no atsui ai) | Japanisch                                      | Ryōta Nakano                         | Nicht nominiert |
| Kambodscha              | Der weite Weg der Hoffnung           | First They Killed My Father                           | Khmer, Englisch                                | Angelina Jolie                       | Nicht nominiert |
| Kanada                  | Hochelaga, Land of Souls             | Hochelaga terre des âmes                              | Französisch, Englisch, Mohawk, Algonquin       | François Girard                      | Nicht nominiert |
| Kasachstan              | The Road to Mother                   | Анаға апарар жол                                      | Kasachisch, Russisch                           | Aqan Satajew                         | Nicht nominiert |
| Kenia                   | Kati Kati                            | Kati Kati                                             | Swahili, Englisch                              | Mbithi Masya                         | Nicht nominiert |
| Kirgisistan             | Die Flügel der Menschen              | Кентавр (Kentavr)                                     | Kirgisisch                                     | Aktan Abdykalykow                    | Nicht nominiert |
| Kolumbien               | Guilty Men                           | Pariente                                              | Spanisch                                       | Iván Gaona                           | Nicht nominiert |
| Kosovo                  | Unwanted                             | T'padashtun                                           | Niederländisch, Albanisch                      | Edon Rizvanolli                      | Nicht nominiert |
| Kroatien                | Quit Staring at My Plate             | Ne gledaj mi u pijat                                  | Kroatisch                                      | Hana Jušić                           | Nicht nominiert |
| Laos                    | Dearest Sister                       | ນ້ອງຮັກ (Nong hak)                                      | Laotisch                                       | Mattie Do                            | Nicht nominiert |
| Lettland                | The Chronicles of Melanie            | Melānijas hronika                                     | Lettisch, Russisch                             | Viestur Kairish                      | Nicht nominiert |
| Libanon                 | Der Affront                          | قضية رقم ٢٣ (L’insulte)                               | Arabisch, Französisch                          | Ziad Doueiri                         | Nominiert       |
| Litauen                 | Frost                                | Šerkšnas                                              | Litauisch                                      | Šarūnas Bartas                       | Nicht nominiert |
| Luxemburg               | Barrage                              | Barrage                                               | Französisch                                    | Laura Schroeder                      | Nicht nominiert |
| Marokko                 | Razzia                               | غزية                                                  | Arabisch                                       | Nabil Ayouch                         | Nicht nominiert |
| Mexiko                  | Stürmisches Land – Tempestad         | Tempestad                                             | Spanisch                                       | Tatiana Huezo                        | Nicht nominiert |
| Mongolei                | The Children of Genghis              | The Children of Genghis                               | Mongolisch                                     | Zolbayar Dorj                        | Nicht nominiert |
| Mosambik                | The Train of Salt and Sugar          | Comboio de Sal e Açúcar                               | Portugiesisch                                  | Licínio Azevedo                      | Nicht nominiert |
| Nepal                   | White Sun                            | सेतो सूर्य (Seto Surya)                                   | Nepali                                         | Deepak Rauniyar                      | Nicht nominiert |
| Neuseeland              | One Thousand Ropes                   | One Thousand Ropes                                    | Samoa                                          | Tusi Tamasese                        | Nicht nominiert |
| Niederlande             | Layla M.                             | Layla M.                                              | Niederländisch, Arabisch, Englisch             | Mijke de Jong                        | Nicht nominiert |
| Norwegen                | Thelma                               | Thelma                                                | Norwegisch                                     | Joachim Trier                        | Nicht nominiert |
| Österreich              | Happy End                            | Happy End                                             | Französisch, Englisch                          | Michael Haneke                       | Nicht nominiert |
| Pakistan                | Saawan                               | ساون                                                  | Urdu                                           | Farhan Alam                          | Nicht nominiert |
| Palästina               | Wajib – Hochzeit in Nazareth         | واجب (Wajib)                                          | Arabisch                                       | Annemarie Jacir                      | Nicht nominiert |
| Panama                  | Beyond Brotherhood                   | Más que hermanos                                      | Spanisch                                       | Arianne Benedetti                    | Nicht nominiert |
| Paraguay                | Los Buscadores                       | Los Buscadores                                        | Spanisch, Guaraní                              | Juan Carlos Maneglia, Tana Schembori | Nicht nominiert |
| Peru                    | Rosa Chumbe                          | Rosa Chumbe                                           | Spanisch                                       | Jonatan Relayze                      | Nicht nominiert |
| Philippinen             | Birdshot                             | Birdshot                                              | Filipino                                       | Mikhail Red                          | Nicht nominiert |
| Polen                   | Die Spur                             | Pokot                                                 | Polnisch                                       | Agnieszka Holland                    | Nicht nominiert |
| Portugal                | Saint George                         | São Jorge                                             | Portugiesisch                                  | Marco Martins                        | Nicht nominiert |
| Rumänien                | The Fixer                            | Fixeur                                                | Rumänisch                                      | Adrian Sitaru                        | Nicht nominiert |
| Russland                | Loveless                             | Нелюбовь (Nelyubov)                                   | Russisch                                       | Andrei Swjaginzew                    | Nominiert       |
| Schweden                | The Square                           | The Square                                            | Schwedisch                                     | Ruben Östlund                        | Nominiert       |
| Schweiz                 | Die göttliche Ordnung                | Die göttliche Ordnung                                 | Deutsch                                        | Petra Volpe                          | Nicht nominiert |
| Senegal                 | Félicité                             | Félicité                                              | Lingála, Französisch                           | Alain Gomis                          | Vorauswahl      |
| Serbien                 | Requiem für Frau J.                  | Реквијем за госпођу Ј. (Rekvijem za gospodju J.)      | Serbisch                                       | Bojan Vuletić                        | Nicht nominiert |
| Singapur                | Pop Aye                              | Pop Aye                                               | Thailändisch                                   | Kirsten Tan                          | Nicht nominiert |
| Slowakei                | The Line                             | Čiara                                                 | Slowakisch                                     | Peter Bebjak                         | Nicht nominiert |
| Slowenien               | The Miner                            | Rudar                                                 | Slowenisch                                     | Hanna Antonina Wojcik Slak           | Nicht nominiert |
| Spanien                 | Fridas Sommer                        | Estiu 1993                                            | Katalanisch                                    | Carla Simón                          | Nicht nominiert |
| Südafrika               | Die Wunde                            | Inxeba                                                | Xhosa                                          | John Trengove                        | Vorauswahl      |
| Südkorea                | A Taxi Driver                        | 택시운전사 (Taeksi Woonjunsa)                         | Koreanisch, Englisch                           | Jang Hun                             | Nicht nominiert |
| Syrien                  | Little Gandhi                        | Little Gandhi                                         | Arabisch, Englisch                             | Sam Kadi                             | Nicht nominiert |
| Taiwan                  | Small Talk                           | 日常對話 (Ri Chang Dui Hua)                           | Taiwanesisch                                   | Huang Hui-chen                       | Nicht nominiert |
| Thailand                | By the Time It Gets Dark             | ดาวคะนอง (Dao Khanong)                                | Thailändisch                                   | Anocha Suwichakornpong               | Nicht nominiert |
| Tschechien              | Ice Mother                           | Bába z ledu                                           | Tschechisch                                    | Bohdan Sláma                         | Nicht nominiert |
| Tunesien                | The Last of Us                       | اخر واحد فينا (Akher Wahed Fina)                      | ohne Dialog                                    | Ala Eddine Slim                      | Nicht nominiert |
| Türkei                  | Ayla                                 | Ayla                                                  | Türkisch, Koreanisch, Englisch                 | Can Ulkay                            | Nicht nominiert |
| Ukraine                 | Black Level                          | Рівень чорного                                        | ohne Dialog                                    | Walentyn Wassjanowytsch              | Nicht nominiert |
| Ungarn                  | Körper und Seele                     | Testről és lélekről                                   | Ungarisch                                      | Ildikó Enyedi                        | Nominiert       |
| Uruguay                 | Another Story of the World           | Otra historia del mundo                               | Spanisch                                       | Guillermo Casanova                   | Nicht nominiert |
| Venezuela               | El Inca                              | El Inca                                               | Spanisch                                       | Ignacio Castillo Cottin              | Nicht nominiert |
| Vereinigtes Königreich  | My Pure Land                         | میری پاک زمین                                         | Urdu                                           | Sarmad Masud                         | Nicht nominiert |
| Vietnam                 | Father and Son                       | Cha cõng con                                          | Vietnamesisch                                  | Lương Đình Dũng                      | Nicht nominiert |